# مطثية أليفة الحمأة
مطثية أليفة الحمأة (الاسم العلمي:Clostridium caenicola) هي نوع من البكتيريا يتبع جنس المطثية من الفصيلة المطثاوية.